# Uncha Mountain Red Hills Park
Uncha Mountain Red Hills Park är en park i Kanada.   Den ligger i provinsen British Columbia, i den centrala delen av landet, 3 600 km väster om huvudstaden Ottawa. Uncha Mountain Red Hills Park ligger 820 meter över havet.
Terrängen runt Uncha Mountain Red Hills Park är huvudsakligen kuperad, men åt sydväst är den platt. Trakten runt Uncha Mountain Red Hills Park är nära nog obefolkad, med mindre än två invånare per kvadratkilometer.. Det finns inga samhällen i närheten. 
I omgivningarna runt Uncha Mountain Red Hills Park växer i huvudsak barrskog.